# Lobanove (Lobanove), Djankoi
Lobanove (în ucraineană Лобанове) este localitatea de reședință a comunei Lobanove din raionul Djankoi, Republica Autonomă Crimeea, Ucraina.

## Demografie
Componența lingvistică a localității Lobanove
     Rusă (76,11%)
     Ucraineană (13,67%)
     Tătară crimeeană (5,11%)
Conform recensământului din 2001, majoritatea populației localității Lobanove era vorbitoare de rusă (76,11%), existând în minoritate și vorbitori de ucraineană (13,67%), tătară crimeeană (5,11%) și armeană (1,53%).